# فهد مرزوق
فهد مرزوق (انگلیسی: Fahad Marzouq؛ زادهٔ ۲ ژانویهٔ ۱۹۷۱) بازیکن فوتبال اهل کویت بود.
وی همچنین در تیم ملی فوتبال کویت بازی کرده‌است.